# Bobov Dol
Bobov Dol (en bulgare : Бобов дол), également Bobovdol (Бобовдол), est une ville du sud-ouest de la Bulgarie, dans la province de Kyoustendil.
Elle compte un peu moins de 7 000 habitants.